# Paris–Roubaix 2024
Paris–Roubaix 2024 war die 121. Austragung des französischen Eintagesrennens. Das Rennen fand am 7. April statt und war Teil der UCI WorldTour 2024. Paris-Roubaix gehört wie Mailand–Sanremo, die Flandern-Rundfahrt, Lüttich–Bastogne–Lüttich und Il Lombardia zu den Monumenten des Radsports.
Der Weltmeister Mathieu van der Poel konnte nach der Flandern-Rundfahrt bereits das zweite Monument im Jahr 2024 und das sechste Monument in seiner Karriere für sich entscheiden. Er setzte sich im drei-Sterne Sektor Orchies 59,7 Kilometer vor der Ziellinie von seinen Kontrahenten ab und erreichte das Ziel im Vélodrome André Pétrieux mit einem Vorsprung von drei Minuten. Im Sprint um Platz zwei konnte sich van der Poels Teamkollege Jasper Philipsen gegen Mads Pedersen und Nils Politt durchsetzen und somit nach 2023 einen weiteren Doppelsieg für Alpecin-Deceuninck erzielen.
Mit einer Durchschnittsgeschwindigkeit von 47,85 km/h brach der Niederländer seinen eigenen Rekord aus dem vergangenen Jahr. Der Abstand zum Zweitplatzierten Philipsen von exakt drei Minuten war seit der Austragung im Jahr 2002 der größte eines Siegers. Erstmals seit Tom Boonens Sieg im Jahr 2009 konnte der Vorjahressieger seinen Titel verteidigen. Zudem gelang es seit 2013 nach Fabian Cancellara keinem Fahrer mehr, in derselben Saison die Flandern-Rundfahrt sowie Paris-Roubaix zu gewinnen.

## Teilnehmende Mannschaften und Fahrer
Neben den 18 UCI WorldTeams starteten auch 7 UCI ProTeams bei dem Rennen. Für jede Mannschaft waren sieben Fahrer startberechtigt.
Mit dem Vorjahressieger Mathieu van der Poel (Alpecin-Deceuninck), Dylan van Baarle (Team Visma-Lease a Bike) und John Degenkolb (Team dsm-firmenich Post NL) gingen drei ehemalige Sieger bei der 121. Austragung an den Start.
In Abwesenheit von Wout van Aert (Visma-Lease a Bike), der nach einem Sturz bei Dwars door Vlaanderen nicht an dem Rennen teilnahm, galt der amtierende Weltmeister Mathieu van der Poel als Top-Favorit. Der Niederländer, der als Titelverteidiger an den Start ging, hat vor kurzem zum dritten Mal die Flandern-Rundfahrt gewonnen. Weiters gewann er in der laufenden Saison die E3 Saxo Classic und wurde Zweiter von Gent–Wevelgem. Bei Mailand–Sanremo, wo Mathieu van der Poel sein Saison-Debüt gab, belegte er den zehnten Rang, stellte sich jedoch in die Dienste seines Teamkollegen Jasper Philipsen, der das Rennen gewann und nach seinem Zweiten Platz im Vorjahr ebenfalls zu den Favoriten zählte. Der belgische Sprinter konnte zudem in der laufenden Saison die Classic Brugge-De Panne gewinnen und wurde Vierter bei Gent–Wevelgem.
Als größter Herausforderer von Mathieu van der Poel galt der Däne Mads Pedersen (Lidl-Trek), der sich im Zielsprint vor dem Niederländer bei Gent-–Wevelgem durchsetzte. Das Team Visma-Lease a Bike setzte nach dem Ausfall von Wout van Aert auf Dylan van Baarle und den Europameister Christophe Laporte, der nach überstandener Krankheit ins Fahrerfeld zurückkehrte. Als weitere Favoriten galten: Stefan Küng, Laurence Pithie (beide Groupama-FDJ), Nils Politt, Tim Wellens (beide UAE Team Emirates), Luca Mozzato, Florian Sénéchal (beide Arkéa-B&B Hotels), Iván García Cortina, Oier Lazkano, Rémi Cavagna (alle Movistar Team), Alberto Bettiol (EF Education-EasyPost), Tim Merlier, Kasper Asgreen, Yves Lampaert (alle Soudal Quick-Step), Ben Turner (Ineos Grenadiers), Oliver Naesen (Decathlon AG2R La Mondiale Team), Fred Wright (Bahrain Victorious), Anthony Turgis (Total Energies), Jordi Meeus (Bora-hansgrohe), Jonathan Milan (Lidl-Trek), Alexander Kristoff, Rasmus Tiller, Søren Wærenskjold (alle Uno-X Mobility), Laurenz Rex (Intermarché-Wanty), Max Walscheid (Team Jayco AlUla) und John Degenkolb (Team dsm-firmenich PostNL).
Einen Tag vor dem Rennen gab auch der amtierende Mountainbike- und frühere Cyclocross-Weltmeister Thomas Pidcock (Ineos Grenadiers) seinen Start bekannt. Der Brite hatte in vorangegangenen Jahren sowohl die Junioren- als auch die U23-Austragung des Klassikers gewonnen und stand nun erstmals im Rennen der Elite am Start.
| UCI WorldTeams | UCI WorldTeams                  | UCI WorldTeams | UCI WorldTeams        | UCI WorldTeams | UCI WorldTeams            | UCI ProTeams | UCI ProTeams           |
| -------------- | ------------------------------- | -------------- | --------------------- | -------------- | ------------------------- | ------------ | ---------------------- |
| ADC            | Alpecin-Deceuninck              | EFE            | EF Education-EasyPost | DFP            | Team dsm-firmenich PostNL | BWB          | Bingoal WB             |
| ARK            | Arkéa-B&B Hotels                | GFC            | Groupama-FDJ          | JAY            | Team Jayco AlUla          | IPT          | Israel-Premier Tech    |
| AST            | Astana Qazaqstan Team           | IGD            | Ineos Grenadiers      | TVL            | Team Visma-Lease a Bike   | LDT          | Lotto Dstny            |
| TBV            | Bahrain Victorious              | IWA            | Intermarché-Wanty     | UAD            | UAE Team Emirates         | Q36          | Q36.5 Pro Cycling Team |
| BOH            | Bora-Hansgrohe                  | LTK            | Lidl-Trek             |                |                           | TFB          | Team Flanders-Baloise  |
| COF            | Cofidis                         | MOV            | Movistar Team         |                |                           | TEN          | TotalEnergies          |
| DAT            | Decathlon AG2R La Mondiale Team | SOQ            | Soudal Quick-Step     |                |                           | UXM          | Uno-X Mobility         |

## Streckenführung
Die Strecke führte über 259,7 km von Compiègne über 29 Kopfsteinpflaster-Sektoren nach Roubaix. Insgesamt standen 55,7 Kilometer Kopfsteinpflaster auf dem Programm. Wie in den vorjährigen Austragungen wurden die Sektoren absteigend nummeriert und nach ihrer Schwierigkeit gekennzeichnet (5 Sterne = höchste Schwierigkeit). Im Vergleich zum Vorjahr veränderte sich die Streckenführung nur geringfügig.
Der neutralisierte Start erfolgte vor dem Schloss Compiègne auf dem Place Général de Gaulle. Anschließend führte die Strecke Richtung Norden, wo der offizielle Start auf der D130 erfolgte. Nach der Durchfahrung von Saint-Quentin folgte bei Kilometer 96 die erste Kopfsteinpflaster-Passage zwischen Troisvilles und Inchy (Sektor 29). Nach zwei weiteren Sektoren wurde anders als im Vorjahr das Kopfsteinpflaster zwischen Viesly und Briastre (Sektor 26) befahren, ehe auch die Abschnitt Capelle-sur-Écaillon à Ruesnes (Sektor 24) und Artres à Quérénaing (Sektor 23) neu im Programm waren. Nach 156,2 Kilometern wurde der Sektor Haveluy à Wallers erreicht, von dem an die Strecke unverändert zum Vorjahr verlief.
Der erste von insgesamt drei Sektoren der höchsten Kategorie (5 Sterne) wurde mit dem berüchtigten Sektor Trouée d’Arenberg (Sektor 19) nach 161,3 gefahrenen Kilometern erreicht. Dieser führt meist zu einer Vorselektion im Fahrerfeld, ehe auf den anschließenden 44,4 Kilometern sieben weitere Sektoren folgten, von denen drei mit einer Schwierigkeit von vier Sternen bewertet wurden. Direkt im Anschluss erfolgte bei Mons-en-Pévèle der zweite Sektor der höchsten Kategorie, der 48,6 Kilometer vor dem Ziel in Angriff genommen wurde. Mit einer Länge von drei Kilometern war die leicht ansteigende Passage der zweitlängste Sektor der 121. Austragung. Danach folgten drei leichtere Sektoren, ehe das Finale rund 30 Kilometer vor dem Ziel in Cysoing eröffnet wurde.
Nun wurden in rund 13 Kilometern fünf Sektoren befahren, wobei der vorletzte dieser Serie, der Carrefour de l’Arbre (Sektor 4), den letzten 5-Sterne-Sektor darstellte. Er wurde 17,1 Kilometer vor dem Ziel erreicht und beinhaltete mehrere Kurven, ehe er nach 2,1 Kilometern endete und direkt in den leichteren 2-Sterne-Sektor von Gruson (Sektor 3) führte. Die letzten 13,7 Kilometer wiesen mit dem vorletzten Sektor (Willems à Hem) nur noch geringe Schwierigkeiten auf. Nachdem der letzte Sektor in Roubaix absolviert worden war, erreichten die Fahrer die Radrennbahn von Roubaix, auf der eineinhalb Runden zurückgelegt werden mussten.
| #  |                                     | Kilometer | Länge (km) | Schwierigkeit |
| -- | ----------------------------------- | --------- | ---------- | ------------- |
| 29 | Troisvilles à Inchy                 | 96        | 2,2        | ★★★           |
| 28 | Viesly à Quiévy                     | 102,5     | 1,8        | ★★★           |
| 27 | Quiévy à Saint-Python               | 105,1     | 3,7        | ★★★★          |
| 26 | Viesly à Briastre                   | 111,3     | 3          | ★★★           |
| 25 | Vertain à Saint-Martin-sur-Écaillon | 122,6     | 2,3        | ★★★           |
| 24 | Capelle-sur-Écaillon à Ruesnes      | 129,3     | 1,7        | ★★★           |
| 23 | Artres à Quérénaing                 | 138,3     | 1,3        | ★★            |
| 22 | Quérénaing à Maing                  | 140,1     | 2,5        | ★★★           |
| 21 | Maing à Monchaux-sur-Écaillon       | 143,2     | 1,6        | ★★★           |
| 20 | Haveluy à Wallers                   | 156,2     | 2,5        | ★★★★          |
| 19 | Trouée d’Arenberg                   | 164,4     | 2,3        | ★★★★★         |
| 18 | Wallers à Hélesmes                  | 170,4     | 1,6        | ★★★           |
| 17 | Hornaing à Wandignies-Hamage        | 177,2     | 3,7        | ★★★★          |
| 16 | Warlaing à Brillon                  | 184,7     | 2,4        | ★★★           |
| 15 | Tilloy – Sars-et-Rosières           | 188,2     | 2,4        | ★★★★          |
| 14 | Beuvry-la-Forêt–Orchies             | 194,5     | 1,4        | ★★★           |
| 13 | Orchies                             | 199,5     | 1,7        | ★★★           |
| 12 | Auchy-lez-Orchies à Bersée          | 205,6     | 2,7        | ★★★★          |
| 11 | Mons-en-Pévèle                      | 211,1     | 3          | ★★★★★         |
| 10 | Mérignies à Avelin                  | 217,1     | 0,7        | ★★            |
| 9  | Pont-Thibaut à Ennevelin            | 220,5     | 1,4        | ★★★           |
| 8  | L'Épinette                          | 225,9     | 0,2        | ★             |
| 8  | Moulin-de-Vertain                   | 226,4     | 0,5        | ★★            |
| 7  | Cysoing à Bourghelles               | 232,8     | 1,3        | ★★★           |
| 6  | Bourghelles à Wannehain             | 235,3     | 1,1        | ★★★           |
| 5  | Camphin-en-Pévèle                   | 239,8     | 1,8        | ★★★★          |
| 4  | Carrefour de l’Arbre                | 242,5     | 2,1        | ★★★★★         |
| 3  | Gruson                              | 244,8     | 1,1        | ★★            |
| 2  | Willems à Hem                       | 251,5     | 1,4        | ★★            |
| 1  | Espace Charles Crupelandt           | 258,3     | 0,3        | ★             |
|    | Ziel                                | 259,7     | 55,7       |               |

## Rennverlauf und Ergebnis
Frühe Rennphase
Mit dem Dylan van Baarle (Visma-Lease a Bike), der das Rennen im Jahr 2022 gewonnen hatte, sowie Michael Mørkøv (Astana Qazaqstan) und Michael Vink (UAE Team Emirates) gingen drei Fahrer nicht an den Start der 121. Austragung. Nach dem offiziellen Start kam es zu einer Reihe von Angriffen, ehe sich nach 25 Kilometern sieben Fahrer absetzen konnten. In der Gruppe waren mit Kasper Asgreen (Soudal Quick-Step), Marco Haller (Bora-hansgrohe), Rasmus Tiller (Uno-X Mobility), Per Strand Hagenes (Visma-Lease a Bike), Gleb Syriza (Astana Qazaqstan), Liam Slock (Lotto Dstny) und Kamil Małecki (Q36.5) gleich mehrere Klassiker-Spezialisten vertreten. Wenige Kilometer darauf lösten sich auch Dries De Bondt (Decathlon AG2R La Mondial) und Dušan Rajović (Bahrain Victorious) vom Hauptfeld, wobei sie lange Zeit nicht zur Spitzengruppe aufschließen konnten. Im Peloton kam es unterdessen nach rund 40 Kilometern zu einem Sturz, in den auch Laurenz Rex (Intermarché-Wanty), Alberto Bettiol (EF Education-EasyPost), Nils Politt (UAE Team Emirates), Tim Merlier (Soudal Quick-Step) und Jonathan Milan (Lidl-Trek) involviert waren. Mit Elia Viviani (Ineos Grenadiers) und Jonas Rutsch (EF Education-EasyPost) mussten zwei Fahrer das Rennen aufgrund ihrer Verletzungen frühzeitig beenden. Erst 20 Kilometer vor dem ersten Kopfsteinpflaster-Abschnitt schlossen Dries De Bondt und Dušan Rajović zur Spitzengruppe auf, die den Sektor 29 mit einem Vorsprung von rund eineinhalb Minuten erreichte.
Erste Pavé-Sektoren
Auf den ersten Sektoren fielen unter anderen auch Christophe Laporte (Visma-Lease a Bike), Max Walscheid (Jayco AlUla) und Tim Merlier wegen Defekten zurück. Unterdessen musste auch Gleb Syriza die Fluchtgruppe nach einem Platten ziehen lassen. Die Tempoarbeit übernahm das Alpecin-Deceuninck Team, das nach dem Sektor 27 den starken Seitenwind nutzte, um das langgezogene Hauptfeld zu teilen. Während sich rund 30 Fahrer absetzen konnten, wurden kurzzeitig auch Mads Pedersen (Lidl-Trek) und Thomas Pidcock (Ineos Greandiers) abgehängt, ehe die beiden im Sektor 26 wieder zur Favoritengruppe aufschlossen. Aufgrund des hohen Tempos wurden die Ausreißer bereits 140 Kilometer vor dem Ziel eingeholt. In der neu formierten Spitzengruppe befanden sich nun rund 40 Fahrer, während die zweite größere Gruppe um Christophe Laporte bereits einen Rückstand von mehr als einer Minute aufwies. Nachdem Laurenz Rex nach einem weiteren Sturz das Rennen aufgegeben hatte, wurde der ebenfalls in der Spitzengruppe fahrende Joshua Tarling (Ineos Grenadiers) disqualifiziert, weil er sich zu lange an einem Begleitfahrzeug angehalten hatte.
Der Wald von Arenberg
Bereits vor dem Wald von Arenberg hatte sich der Vorsprung der Spitzengruppe auf die abgehängten Gruppen auf rund zwei Minuten stabilisiert. Im ersten 5-Sterne-Sektor forcierte Mathieu van der Poel (Alpecin-Deceuninck) rund 94 Kilometer vor dem Ziel das Tempo und setzte sich gemeinsam mit seinem Teamkollegen Jasper Philipsen, sowie Mads Pedersen und Mick van Dijke (Visma-Lease a Bike) von den restlichen Fahrern ab. Dahinter bildete sich eine zehn Fahrer umfassende Verfolgergruppe mit Thomas Pidcock, Stefan Küng, Laurence Pithie (beide Groupama-FDJ), Nils Politt, Tim Wellens (beide UAE Team Emirates), Stefan Bissegger (EF Education-EasyPost), Gianni Vermeersch (Alpecin-Deceuninck), Johan Jacobs (Movistar), Jordi Meeus (Bora-hansgrohe) und Søren Wærenskjold (Uno-X Mobility). Auf dem anschließenden Flachstück fiel Jasper Philipsen nach einem Platten zurück, wodurch das Spitzentrio das Tempo herausnahm und kurz darauf von der ersten Verfolgergruppe eingeholt wurde. Auf dem anschließenden Sektor 18 schloss Jasper Philipsen jedoch wieder zur Spitze des Rennens auf, während Mads Pedersen, Jodri Meuus und Tim Wellens ebenfalls mit Reifenschäden abgehängt wurden. Das Trio fiel in eine weitere abgehängte Gruppe zurück in der Mathias Vacek (Lidl-Trek) die Tempoarbeit übernahm.
Erste Angriffe
87 Kilometer vor dem Ziel lösten sich mit Stefan Küng, Nils Politt und Gianni Vermeersch drei Fahrer von der Spitzengruppe. Obwohl Letzterer keine Führungsarbeit leistete, konnte das Trio rasch einen Vorsprung von rund 30 Sekunden herausfahren. Dahinter schlossen sich die beiden Verfolgergruppen wieder zu einem größeren Fahrerfeld zusammen, wobei Mattias Vacek weiterhin die meiste Nachführarbeit leistete. Nachdem Thomas Pidcock im Sektor 17 kurzzeitig angegriffen hatte, forcierte Mads Pedersen das Tempo im Sektor 15, nachdem sein letzter Helfer zurückgefallen war. Der Antritt des Dänen sorgte dafür, dass das Spitzen-Trio kurze Zeit später eingeholt wurde.
Entscheidung

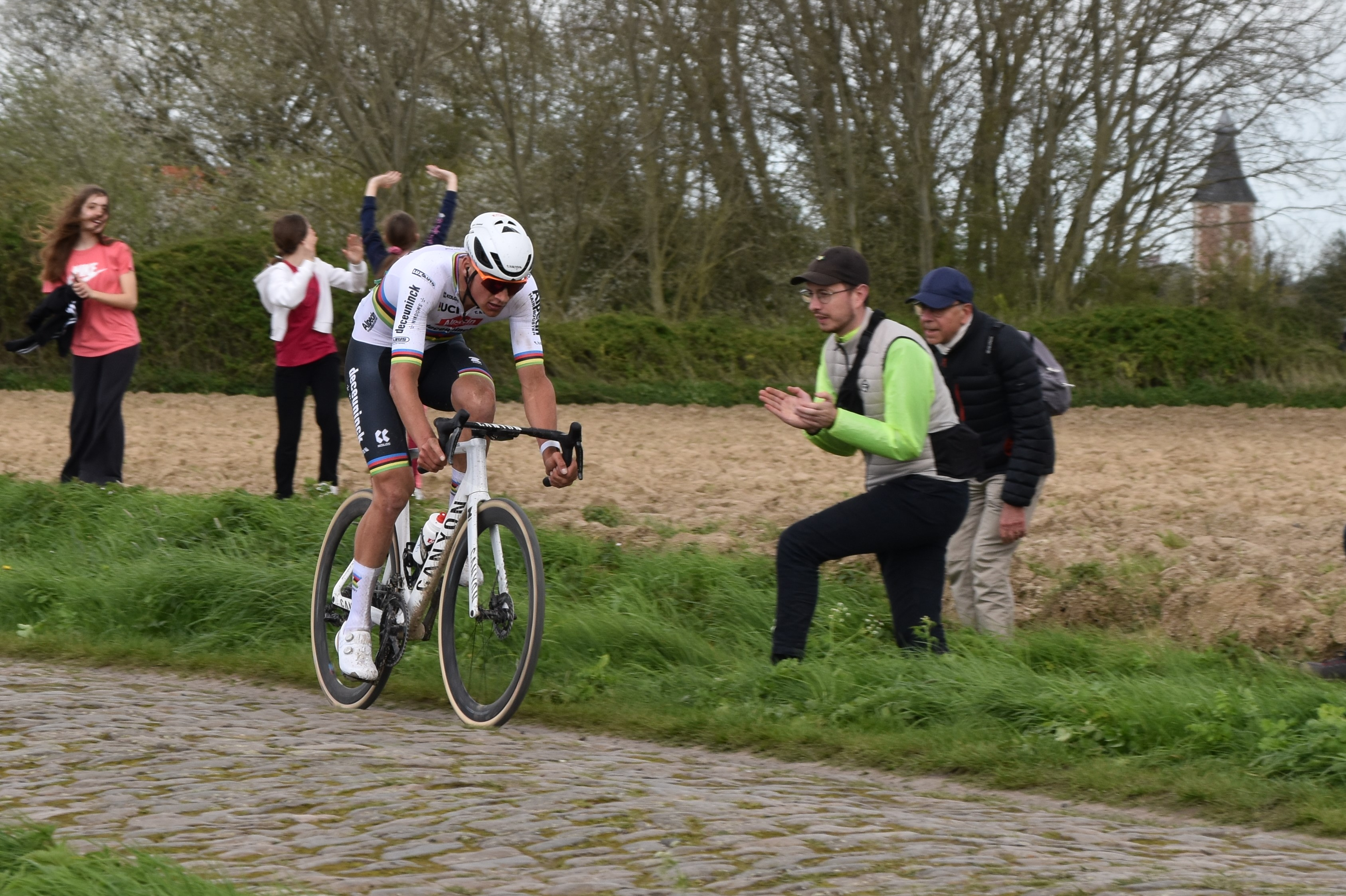
Mathieu van der Poel im Sektor 12 (Auchy-lez-Orchies à Bersée)

Die Entscheidung fiel bereits 60 Kilometer vor dem Ziel, als Mathieu van der Poel im Sektor 13 (Orchies) angriff. Der Niederländer fuhr rasch eine kleine Lücke auf die verbliebenen 30 Fahrer heraus und baute seinen Vorsprung im Sektor 12 auf mehr als eine halbe Minute aus. Da Mathieu van der Poel mit Jasper Philipsen und Gianni Vermeersch zwei Teamkollegen in der Verfolgergruppe hatte, harmonierte diese nicht gut und sein Vorsprung wuchs im Sektor 11, dem Mons-en-Pévèle, auf mehr als eine Minute an. Dahinter nutzten Mads Pedersen, Nils Politt, Laurence Pithie, Stefan Küng und Jasper Philipsen den zweiten 5-Sterne-Sektor, um sich von den restlichen Fahrern der ehemaligen Spitzengruppe abzusetzen. Die Gruppe stellte jedoch nie eine Gefahr für Mathieu van der Poel dar, der das Rennen weiterhin kontrollierte. Nachdem Laurence Pithie nach einem Sturz rund 30 Kilometer vor dem Ziel zurückgefallen war, griff Jasper Philipsen im Sektor 3 an, wodurch Stefan Küng den Anschluss zur ersten Verfolgergruppe verlor. Drei Minuten nachdem Mathieu van der Poel den Zielstrich überquert hatte, sprintete Jasper Philipsen wie im Vorjahr zu Platz zwei, ehe Mads Pedersen und Nils Politt auf den nachfolgenden Plätzen folgten. Hinter Stefan Küng belegte Gianni Vermeersch den sechsten Rang, nachdem er als Solist zu Laurence Pithie aufgeschlossen hatte. Die erste größere Gruppe erreichte das Ziel mit einem Rückstand von vier Minuten und 47 Sekunden.
| Platz | Fahrer               | Nation | Team                      | Zeit                   |
| ----- | -------------------- | ------ | ------------------------- | ---------------------- |
| 01.   | Mathieu van der Poel | NED    | Alpecin-Deceuninck        | 5:25:58 h (47,85 km/h) |
| 02.   | Jasper Philipsen     | BEL    | Alpecin-Deceuninck        | + 3:00 min             |
| 03.   | Mads Pedersen        | DEN    | Lidl-Trek                 | "                      |
| 04.   | Nils Politt          | GER    | UAE Team Emirates         | "                      |
| 05.   | Stefan Küng          | CHE    | Groupama-FDJ              | + 3:15 min             |
| 06.   | Gianni Vermeersch    | BEL    | Alpecin-Deceuninck        | + 3:47 min             |
| 07.   | Laurence Pithie      | NZL    | Groupama-FDJ              | + 3:48 min             |
| 08.   | Jordi Meeus          | BEL    | BORA - hansgrohe          | + 4:47 min             |
| 09.   | Søren Wærenskjold    | NOR    | Uno-X Mobility            | "                      |
| 10.   | Madis Mihkels        | EST    | Intermarché - Wanty       | "                      |
| 11.   | John Degenkolb       | GER    | Team dsm-firmenich PostNL | "                      |
| 12.   | Fred Wright          | GBR    | Bahrain - Victorious      | "                      |
| 13.   | Dries Van Gestel     | BEL    | TotalEnergies             | "                      |
| 14.   | Jewgeni Fedorov      | KAZ    | Astana Qazaqstan Team     | "                      |
| 15.   | Tim Wellens          | BEL    | UAE Team Emirates         | "                      |
| 16.   | Tim van Dijke        | NED    | Team Visma-Lease a Bike   | "                      |
| 17.   | Thomas Pidcock       | GBR    | Ineos Grenadiers          | + 6:20                 |
| 18.   | Kamil Małecki        | POL    | Q36.5 Pro Cycling Team    | + 6:22                 |
| 19.   | Mick van Dijke       | NED    | Team Visma-Lease a Bike   | "                      |
| 20.   | Liam Slock           | BEL    | Lotto Dstny               | "                      |

## Vergabe der UCI-Punkte
Paris–Roubaix 2024 war Teil der UCI WorldTour 2024. Nach dem Rennen wurden UCI-Punkte vergeben, die sich auf die Platzierung der Fahrer und Mannschaften im UCI Ranking auswirkten. Die Punktevergabe erfolgte nach folgendem Schlüssel:
| Platzierung  | 1.  | 2.  | 3.  | 4.  | 5.  | 6.  | 7.  | 8.  | 9.  | 10. | Anmerkung                               |
| ------------ | --- | --- | --- | --- | --- | --- | --- | --- | --- | --- | --------------------------------------- |
| Tageswertung | 800 | 640 | 520 | 440 | 360 | 280 | 240 | 200 | 160 | 135 | gestaffelt bis zum 60. Platz (5 Punkte) |